# Discours de la méthode

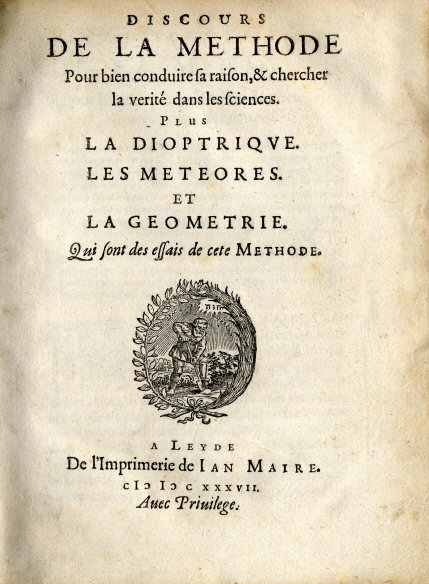
Discours de la méthode von René Descartes, Erstausgabe in französischer Sprache, Leiden Druckerei Ian Maire 1636.

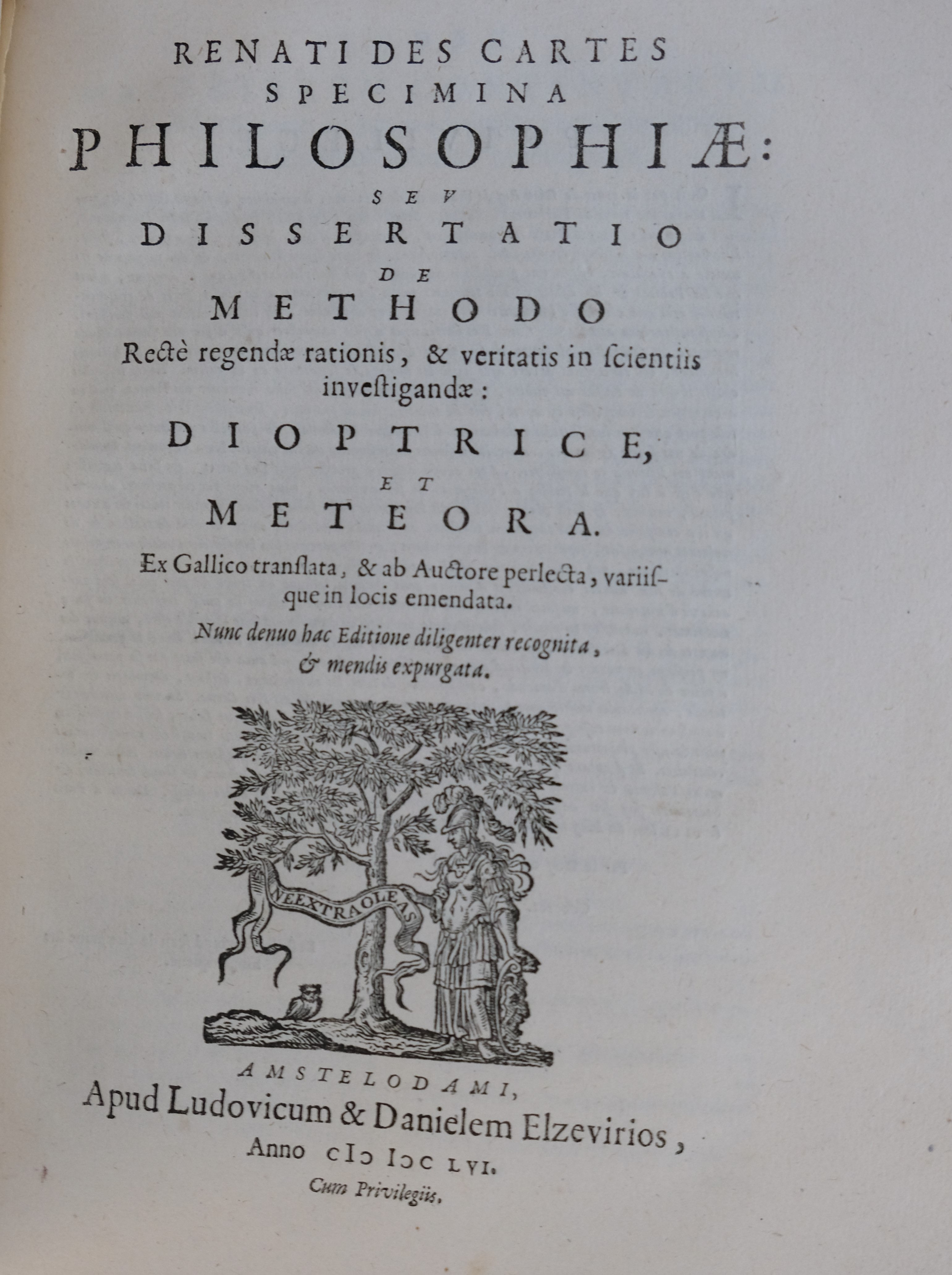
Lateinische Übersetzung erschienen in Amsterdam bei Ludovicus et Daniel Elzevirios 1644. Hier das Titelblatt der Ausgabe von 1656

Der Discours de la méthode, mit vollem Titel Discours de la méthode pour bien conduire sa raison et chercher la verité dans les sciences („Abhandlung über die Methode, seine Vernunft gut zu gebrauchen und die Wahrheit in den Wissenschaften zu suchen“), ist ein philosophisches und autobiographisches Werk des französischen Philosophen René Descartes.
Es erschien erstmals 1637 anonym in Leiden in französischer Sprache und war daher auch philosophischen Laien zugänglich. Erst 1646 folgte eine lateinische Übersetzung mit Namensnennung des Autors, Dissertatio de methodo recte regendae rationis, & veritatis in scientiis investigandae, die in Amsterdam bei Elzevirios zusammen mit La Dioptrique und les Météores unter dem Gesamttitel Specimina Philosophiae (Beispiele der Philosophie) herausgegeben wurde.

## Werkskontext
Der Discours beinhaltet Descartes’ Auseinandersetzung mit Skeptizismus und dem Aristotelismus der Scholastik. Ausgehend von einem allgemeinen Zweifel an überlieferten Wahrheiten, aber auch am eigenen Urteil ist es Descartes Ziel, unwiderlegbare wahre Sätze zu finden. Umrahmt von Schilderungen seiner intellektuellen Autobiographie beschreibt Descartes dabei detailliert eines der frühesten Programme zur wissenschaftlichen Naturforschung. Der Discours gilt daher als einer der Ursprünge der Wissenschaftsphilosophie.
Der Discours bildet eine methodologische Vorrede zu drei naturphilosophischen Abhandlungen Descartes’, die gemeinsam mit ihm herausgegeben wurden: La Dioptrique, Les Météores und La Géométrie. Diese Untersuchungen, die Lichtbrechung, Himmelserscheinungen und Analytische Geometrie zum Gegenstand haben (in der Geometrie wird das cartesische Koordinatensystem vorgestellt), stellen bereits eine Anwendung dieses Verfahrens dar: Durch mathematische Modellierung werden die Naturphänomene mit Hilfe allgemeiner Regeln bestimmt, die nach Vermessung und durch schrittweise Berechnung und zwingende Schlüsse auf den Einzelfall angewendet werden.
Gemeinsam mit den Meditationes de prima philosophia (1641), den Principia philosophiae (1644) und den Regulae ad directionem ingenii (1628/1629; erst 1701, postum veröffentlicht) bildet der Discours die Basis der als Cartesianismus bekannten Form des Rationalismus.
Aus dem IV. Teil des Discours de la méthode stammt das berühmte Zitat „Je pense, donc je suis“ (dt. „Ich denke, also bin ich“). Das „Cogito ergo sum“ hingegen stammt aus § 7 der Principia Philosophiae von 1644.

## Aufbau
Der Discours selbst besteht aus sechs Teilen, deren Einteilung Descartes in seinem Vorwort vorschlägt.
1. Betrachtungen über die Wissenschaften
2. Hauptregeln der Methode
3. Einige moralische Regeln
4. Fundamente der Metaphysik
5. Naturphilosophische Fragen
6. Gründe, die den Autor zum Schreiben bewogen haben

Im Original finden sich, im Gegensatz zu modernen Ausgaben, aber keine Zwischenüberschriften. Descartes hat für den Discours die Form einer Autobiographie gewählt, tatsächlich handelt es sich aber um eine rationalistische Programmschrift: Indem Descartes seinen eigenen intellektuellen Werdegang beschreibt, liefert er Gründe und beschreibt Schritte, um von den Vorurteilen seiner Zeit Abstand zu gewinnen und rationalistisch zu philosophieren.

## Zusammenfassung

### Betrachtungen über die Wissenschaften
Descartes beschreibt die Ausgangslage: In allen Wissenschaften, aber auch bezüglich der Moral und der Religion, begegnen dem Wissbegierigen zahlreiche konkurrierende Theorien, ohne dass ihr rivalisierender Geltungsanspruch entschieden werden könnte. Nur in der Mathematik scheint Einigkeit hinsichtlich der Geltungskriterien zu herrschen, sodass der Wissenschaftsbetrieb um die Priorität von Entdeckungen, nicht um alternative Systeme konkurriert.

### Hauptregeln der Methode
Auf diesen negativen Befund gründet Descartes die Notwendigkeit eines Neuanfangs: Die historisch überlieferte, widersprüchliche Gestalt der Wissenschaften soll durch eine systematische ersetzt werden. Durch das System sollen sich Widersprüche und Lücken schneller aufzeigen lassen. Für die Neubegründung formuliert Descartes vier Regeln:
1. Akzeptiere nur als wahr, was unbezweifelbar gewiss ist.
2. Zerlege jede Frage in Teilprobleme und einfache Fragen, die mit Gewissheit entschieden werden können.
3. Baue das Wissen der Reihe nach aus den Antworten auf diese einfachen Fragen auf und unterstelle für alle komplexe Fragen einen solchen einfachen Aufbau.
4. Überprüfe diese Elemente daraufhin, ob sie eine vollständige Ordnung bilden.

Diese Problemlösungsstrategie sieht Descartes in der antiken Geometrie bereits verwirklicht.

### Einige moralische Regeln
Mit diesen Regeln lassen sich zwar Probleme wissenschaftlich lösen, aber sie erfordern Zeit zur Analyse und Beantwortung der elementaren Fragen. Bis sich daraus ein Weltbild ergibt, das auch handlungsleitende Funktion haben kann, empfiehlt Descartes eine provisorische Moral, die auf einer abwägenden und Extreme meidenden Konformität an das Umfeld beruht. Eine ähnliche Moral hatte auch der Skeptiker Montaigne empfohlen. Descartes erklärt eine solche Skepsis allerdings für vorläufig – mit den Regeln sollen alle Fragen, auch normative, wahrheitsgemäß beantwortet werden können.

### Fundamente der Metaphysik
Descartes Ziel ist also die „Erforschung der Wahrheit“. Dieses Ziel geht er methodisch so an, dass er alles, was angezweifelt werden kann, zunächst zurückweist. Descartes legt zunächst dar, dass äußere Erfahrung, Schlussfolgerungen und selbst phänomenales Bewusstsein diesem Kriterium nicht genügen:
Da die Sinneswahrnehmungen uns bisweilen täuschen können, sind sie also nicht gewiss. Ebenso stellt er fest, dass formal korrekte logische Schlüsse der traditionellen Syllogistik dennoch zu falschen Ergebnissen führen können. Auch sie sind also nicht gewiss. Drittens ist sogar möglich, dass wir im Traum dieselben Gedanken haben, wie im wachen Zustand. Daraus zieht er die Konsequenz, dass alle Bewusstseinsinhalte ebenso gut Trugbilder sein können.
Ausgenommen von diesem Vorbehalt ist aber der formale Akt des Denkens (hier Zweifelns) selbst. Das Zweifeln setzt ein zweifelndes Subjekt voraus, das Denken ein Subjekt, das denkt. Das findet in der berühmten Formel „Ich denke, also bin ich“ („Je pense, donc je suis“) seinen Ausdruck. (In der Principia philosophiae (§ 7) heißt es: Cogito, ergo sum.)
Aus der Gewissheit, die das Bewusstsein über seine Existenz hat, macht er ein Beispiel dafür, wie gewiss uns eine Wahrheit im Allgemeinen zu sein hat. Alle Urteile über die Dinge, die Wahrheit beanspruchen, müssen uns in ähnlicher Weise einleuchten und evident werden wie der Satz: „Ich denke, also bin ich“.
Dem Bewusstsein können bestimmte Sachverhalte nur dann klar und evident einleuchten, wenn es in der Lage ist, diese Sachverhalte als klar und deutlich (gemeint ist: durch Eigenschaften bestimmt und von anderen unterscheidbar, clara et distincta) zu erkennen und das heißt, ihre besondere Qualität gegenüber den gewöhnlichen Zweifeln wahrzunehmen. Es hat also die Fähigkeit, Gewissheit vom Zweifel zu unterscheiden. Descartes vermutet, dass diese Fähigkeit daher kommt, dass das Bewusstsein von vornherein eine Vorstellung von Vollkommenheit hat, die den Maßstab bzw. das Bewertungskriterium bildet, um auch Bewusstseinsinhalte einordnen zu können: Erkenntnisse und Gewissheit sind vollkommener als Zweifel. Die Vorstellung von Vollkommenheit kommt von Gott; dabei aber nicht in der Weise, dass er sie als einzelne Vorstellung in uns, in unser Bewusstsein, eingepflanzt hätte, sondern vielmehr daher, dass das Bewusstsein, wenn es Gott wahrnimmt, Vollkommenheit als ein Attribut Gottes mit erfassen muss (und diesen Begriff dann in anderen Zusammenhängen weiter verwenden kann).
Oder umgekehrt: Da der Begriff der Vollkommenheit in unserem Bewusstsein (beweisbar) vorhanden ist, zieht Descartes den Schluss, dass Gott notwendig existiert -- und zwar für uns erkennbar existiert, denn wie sonst sollte das Bewusstsein zu diesem Begriff kommen und wie ohne ihn in der Lage sein, überhaupt etwas zu erkennen? Dass das Bewusstsein aber in der Lage ist, etwas zu erkennen, zeigt die Evidenz der Sätze: „Ich denke, also bin ich“ und „Ein vollkommenes Wesen muss existieren“.
Im folgenden Abschnitt werden nun diese beiden Ergebnisse aus dem vierten und fünften Abschnitt miteinander verknüpft: Was wir klar und deutlich erfassen, ist wahr. Gott ist Garant für die Wahrheit.
Also: Was wir klar und deutlich erfassen, stammt von Gott. Im letzten Abschnitt greift Descartes noch einmal das Traumargument des Anfangs auf. Die erste Schlussfolgerung war ja, dass alle Wirklichkeitserkenntnis bezweifelbar ist, weil wir uns – wie im Traum – täuschen könnten. Nun aber, da die Existenz eines wahrhaftigen und vollkommenen Gottes aus dem Begriff der Vollkommenheit abgeleitet zu sein scheint, kann Gott als Bedingung der Möglichkeit wahrer Erkenntnis postuliert werden, wobei allerdings die Unvollkommenheit des Menschen als Ursache für falsche Erkenntnis eingeräumt werden muss.

### Naturphilosophische Fragen
In diesem Kapitel führt Descartes seine Methode an zwei Beispielen vor: Zum einen anerkennt er zwar als einer der ersten Harveys Entdeckung des Blutkreislaufs, nicht aber dessen Auffassung von der Pumpfunktion des Herzens, sondern behauptet, die Bewegung des Blutes werde durch dessen Erwärmung und Hitzeausdehnung im Herzen verursacht, zum anderen bestimmte er den Unterschied zwischen Mensch und Tier neu. Während Tiere biologische Automaten sind, zeigt der Mensch, dass er eine Seele besitzt, die seinen Körper (res extensa) zu Bewegungen veranlasst, die über die natürliche Determination hinausgehen. So ist vor allem das Sprechen ein Ausdruck des Denkens, das nach Descartes ein Zustand der Seelensubstanz (res cogitans) ist.

### Gründe, die den Autor zum Schreiben bewogen haben
Obwohl er bereits ein angesehener Gelehrter ist, erkennt Descartes, dass seine Leistungen nicht einem überlegenen Intellekt entwachsen sind, sondern ihren Ursprung in seiner Fähigkeit haben, sich nicht von Überbestimmtheit blenden zu lassen. Weiterhin geht er Schritt für Schritt vor, wobei jeder Schritt klar und distinkt sein muss. In dieser Schrift stellt er seine analytische Methode vor und zeigt in einem breiten Spektrum ihre Anwendung und ihre Leistungsfähigkeit.
Descartes stellt sich die Frage, wie sichere Erkenntnisse in Philosophie, Naturwissenschaft, Medizin und Ethik gewonnen werden können.
Das Ergebnis seiner Überlegungen ist, dass es zum einen eines sicheren Fundamentes bedarf, auf dem alle Erkenntnis aufbauen kann. Zum anderen bedarf es einer Methode, um anhand dieser vom Fundament aus gesichert zu weiteren Erkenntnissen fortschreiten zu können. Es ergibt sich eine Hierarchie der Wissenschaften bzw. Wissensbereiche. So ist die Philosophie das Fundament (oder die Wurzel) aller Erkenntnisse. Darauf baut die Physik als Stamm auf, über die man schließlich zu gesicherten Erkenntnissen der Medizin, Mechanik und der Moral kommen kann. Da die richtige Ethik erst am Schluss des Prozesses gefunden werden kann, führt Descartes auch die Notwendigkeit einer provisorischen Moral für die Übergangszeit vor Augen.

## Übersetzungen
- Von der Methode (Discours de la méthode) (= Philo. Biblio. Band 15). Aus dem Französischen neu übersetzt und hrsg. von Lüder Gäbe, Felix Meiner Verlag, Hamburg 1960, DNB 450908593.